# Belgisch kampioenschap halve triatlon
Het Belgisch kampioenschap halve triatlon is een jaarlijks kampioenschap georganiseerd door Belgian Triathlon (Be3) voor Belgische triatleten.

## Mannen
| Jaar | Plaats             | Goud                                      | Zilver                                    | Brons                                     |
| ---- | ------------------ | ----------------------------------------- | ----------------------------------------- | ----------------------------------------- |
| 1987 | Brasschaat         | Werner Uyterhagen                         |                                           |                                           |
| 1988 |                    |                                           |                                           |                                           |
| 1989 |                    |                                           |                                           |                                           |
| 1990 | Brasschaat         | Jan Jammaer                               |                                           |                                           |
| 1991 |                    |                                           |                                           |                                           |
| 1992 | Brasschaat         | Kris Marien                               |                                           |                                           |
| 1993 | Landen             | Dirk Van Gossum                           |                                           |                                           |
| 1994 | Brasschaat         | Kris Mariën                               |                                           |                                           |
| 1996 | Brasschaat         | Danny Simons                              |                                           |                                           |
| 1998 | Brasschaat         | Danny Simons                              | Marc Herremans                            | Dirk Van Gossum                           |
| 2003 | Eupen              | Rutger Beke                               | Bert Jammaer                              | Stijn Demeulemeester                      |
| 2005 | Eupen              | Luc Van Lierde                            | Stijn Demeulemeester                      | Bert Jammaer                              |
| 2006 | Brasschaat         | Gerrit Schellens                          | Koen Hoeyberghs                           | Joury Gokel                               |
| 2007 | Eupen              | Loïc Hélin                                | Bruno Clerbout                            | Pieter Helin                              |
| 2008 | Brasschaat         | Dennis Devriendt                          | Frederik Van Lierde                       | Koen Hoeyberghs                           |
| 2009 | Eupen              | Joury Gokel                               | Sylvain Denis                             | Guillaume Gillodts                        |
| 2010 | Leuven             | Frederik Van Lierde                       | Thierry Verbinnen                         | Tom Vander Hoogerstraete                  |
| 2011 | Eupen              | Tim Brydenbach                            | Wouter Vander Mast                        | Hannes Vandermoere                        |
| 2012 | Bütgenbach         | Hannes Cool                               | Michael Van Cleven                        | Tim Brydenbach                            |
| 2013 | Eupen              | Tim Brydenbach                            | Willem Brems                              | Bert Jammaer                              |
| 2014 | Eupen              | Tim Brydenbach                            | Dennis Devriendt                          | Stenn Goetstouwers                        |
| 2015 | Deinze             | Pieter Heemeryck                          | Hannes Vandermoere                        | Alexis Krug                               |
| 2016 | Eupen              | Kenneth Vandendriessche                   | Pieter Heemeryck                          | Tim Brydenbach                            |
| 2017 | Eupen              | Tom Mets                                  | Stenn Goetstouwers                        | Kenneth Vandendriessche                   |
| 2018 | Eupen              | Alexis Krug                               | Tim Brydenbach                            | Ruben Geys                                |
| 2019 | Geraardsbergen     | Pieter Heemeryck                          | Tom Mets                                  | Pamphiel Pareyn                           |
| 2020 | Eau d'Heure        | afgelast omwille van de covid-19-pandemie | afgelast omwille van de covid-19-pandemie | afgelast omwille van de covid-19-pandemie |
| 2021 | Menen              | Stenn Goetstouwers                        | Sybren Baelde                             | Pamphiel Pareyn                           |
| 2022 | Eau d'Heure        | Stenn Goetstouwers                        | Jonathan Wayaffe                          | Alexandre Victor                          |
| 2023 | Niet georganiseerd |                                           |                                           |                                           |
| 2024 | Eau d'Heure        | Tom Vaelen                                | Dries Matthys                             | Sander Heemeryck                          |
| 2025 | Kanne              | Joran Driesen                             | Dieter Comhair                            | Pamphiel Pareyn                           |

## Vrouwen
| Jaar | Plaats             | Goud                                      | Zilver                                    | Brons                                     |
| ---- | ------------------ | ----------------------------------------- | ----------------------------------------- | ----------------------------------------- |
| 1987 | Brasschaat         | Lieve Paulus                              |                                           |                                           |
| 1988 |                    |                                           |                                           |                                           |
| 1989 |                    |                                           |                                           |                                           |
| 1990 | Brasschaat         | Jeannine De Ruysscher                     |                                           |                                           |
| 1991 |                    |                                           |                                           |                                           |
| 1992 | Brasschaat         | Mieke Suys                                |                                           |                                           |
| 1993 | Landen             | Chantal Duck                              |                                           |                                           |
| 1994 | Brasschaat         | Jeannine De Ruysscher                     |                                           |                                           |
| 1998 | Brasschaat         | Jeannine De Ruysscher                     |                                           | Liesbeth De Schrijver                     |
| 2003 | Eupen              | Françoise Wellekens                       | Kristien Vleugels                         | Inge Van Den Broeck                       |
| 2007 | Eupen              | Jessica Mayon                             | Sofie Goos                                | Kristien Vleugels                         |
| 2008 | Brasschaat         | Tine Deckers                              | Sofie Goos                                | Joke Coysman                              |
| 2009 | Eupen              | Sophie De Groote                          | Inge Vancauwenberghe                      | Mieke Dupont                              |
| 2010 | Leuven             | Tine Deckers                              | Sophie De Groote                          | Debbie Verstraeten                        |
| 2011 | Eupen              | Marjolein Truyers                         | Melanie Matthys                           | Debbie Verstraeten                        |
| 2012 | Bütgenbach         | Joke Coysman                              | Debbie Verstraeten                        | Bianca Bellekens                          |
| 2013 | Eupen              | Joke Coysman                              | Debbie Verstraeten                        | Leen Vanden Daelen                        |
| 2014 | Eupen              | Joke Coysman                              | Karolien Weuts                            | Leen Vanden Daelen                        |
| 2015 | Deinze             | Charlene Ottevaere                        | Birgit Massagé                            | Sophie De Groote                          |
| 2016 | Eupen              | Alexandra Tondeur                         | Joke Coysman                              | Charlene Ottevaere                        |
| 2017 | Eupen              | Katrien Verstuyft                         | Christine Verdonck                        | Joke Coysman                              |
| 2018 | Eupen              | Xenia Luxem                               | Charlene Ottevaere                        | Helga Sibick                              |
| 2019 | Geraardsbergen     | Sara Van de Vel                           | Katrien Verstuyft                         | Tine Deckers                              |
| 2020 | Eau d'Heure        | afgelast omwille van de covid-19-pandemie | afgelast omwille van de covid-19-pandemie | afgelast omwille van de covid-19-pandemie |
| 2021 | Menen              | Katrien Verstuyft                         | Jolien Vermeylen                          | Karlien Claus                             |
| 2022 | Eau d'Heure        | Astrid Van Cauwelaert                     | Katrien Verstuyft                         | Liesbeth Verbiest                         |
| 2023 | Niet georganiseerd |                                           |                                           |                                           |
| 2024 | Eau d'Heure        | Alexandra Tondeur                         | Marie Luyckx                              | Jonie Vanhoutte                           |
| 2025 | Kanne              | Christine Verdonck                        | Marie Luyckx                              | Friedel Cuypers                           |